# آق‌مهدی
آق‌مهدی نام روستایی از توابع بخش مرکزی شهرستان بردسکن در استان خراسان رضوی ایران است. این روستا در دهستان کوهپایه قرار دارد و براساس سرشماری مرکز آمار ایران در سال ۱۳۸۵، جمعیت آن ۱۲۴ نفر (۳۱ خانوار) بوده است.